# East Salem
East Salem es un lugar designado por el censo ubicado en el condado de Juniata en el estado estadounidense de Pensilvania. En el año 2010 tenía una población de 186 habitantes y una densidad poblacional de 265,7 personas por km².

## Geografía
East Salem se encuentra ubicado en las coordenadas 40°36′24″N 77°14′13″O / 40.60667, -77.23694.. Según la Oficina del Censo de los Estados Unidos, East Salem tiene una superficie total de 0,26 mi² (0,7 km²), de la cual 0,26 mi² (0,7 km²) corresponden a tierra firme y 0 mi² (0 km²) es agua.